# Quissama
Quissama o Quiçama es un municipio de la provincia de Luanda en Angola. En julio de 2018 tenía una población estimada de 45 262 habitantes.
Se encuentra ubicado al noroeste del país, junto a la costa del océano Atlántico y la desembocadura del río Cuanza.